# 권철
권철(權轍, 1503년 ~ 1578년)은 조선의 학자이자 문신이다. 명장 권율의 아버지이다. 본관은 안동(安東), 자는 경유(景由), 호는 쌍취헌(雙翠軒), 시호는 강정(康定)이다. 사후 광국원종공신 1등의 한 사람으로 추서되었다.

## 생애
1503년 강화부사 권적(權勣)과 순흥 안씨 사이에서 태어났다. 검열, 사관 등을 거쳐 1537년, 김안로의 미움을 받아 벽동에 유배되었다. 이후 김안로가 사사되자 복직되어 저작, 박사, 수찬, 설서 등을 거쳐 병조, 이조, 형조의 정랑, 좌랑과 직강, 교리, 헌납, 지평, 장령, 집의, 정언, 감찰, 헌납 등의 청요직도 지냈으며 이어 승문원판교와 동부승지를 지내고 도승지, 형조판서를 역임했다. 전라도 관찰사 겸 도순찰사로 왜구를 격퇴한 뒤 병조판서, 공조판서, 이조판서, 우찬성 등을 거쳐 우의정, 좌의정, 영의정 등의 3정승을 지냈다. 1591년(선조 24) 종계변무가 성사되자 그는 광국원종공신 1등에 특별히 추서되었다.

## 가족 관계
- 고조부 : 권근(權近)
  - 증조부 : 권마(權摩), 권근의 4남
    - 할아버지 : 권교(權僑)
      - 아버지 : 권적(權勣)
      - 어머니 : 안탁의 딸
        - 부인 : 창녕 조씨
          - 장남 : 권항(權恒)
            - 손자 : 권인경(權仁慶)
            - 손자 : 권신경(權信慶)
            - 손녀 : 이유중에게 출가
            - 손녀 : 박원호에게 출가
            - 손녀 : 한종주에게 출가
            - 손녀 : 이충원에게 출가

          - 차남 : 권개(權愷)
            - 손녀 : 정귀응
            - 손녀 : 김상용
            - 손녀 : 유대이

          - 삼남 : 권순(權恂)
            - 손자 : 권진경(權晉慶)
            - 손자 : 권이경(權履慶)
            - 손자 : 권익경(權益慶)

          - 사남 : 권율(權慄)
            - 손녀 : 이항복에게 출가

## 참고 자료
- 권철 - 한국학중앙연구원